# 靜電驗電器

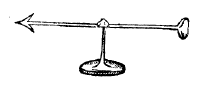
靜電驗電器繪圖。當帶電物體接近金屬指針的尖端時，因為靜電感應，異性電荷會移動至指針的尖端，指針與帶電物體會互相吸引，從而使得指針轉向帶電物體。

靜電驗電器（versorium）是最早出現的一種簡單的驗電器，能夠偵測到靜電荷的存在。靜電驗電器是由英國女王伊莉莎白一世的醫生威廉·吉爾伯特於1600年所發明。